# Chiesa di Sant'Antonino (Castel San Pietro)
La chiesa di Sant'Antonino è un edificio religioso che fonde elementi dell'architettura romanica e di quella tardobarocca e che si trova ad Obino, nel territorio del comune di Castel San Pietro.

## Storia
Pur essendo sorta non oltre il XV secolo, come dimostrano le fiancate romaniche poggiate su contrafforti dotati di pilastri e il bassorilievo che raffigura Sant'Antonino sul portale (attribuito alla scuola di Tommaso Rodari), la chiesa fu menzionata per la prima volta nel 1559, quando venne indicato anche l'eremo che sorge al suo fianco. Al XVI secolo risale invece il coro trilobato. Secentesco è invece il campanile, le cui campane furono realizzate nel 1853 dalla fonderia Barigozzi. La chiesa fu ampliata, come anche l'eremo, nel XVIII secolo, quando fu realizzato anche l'affresco con la Madonna col Bambino e Sant'Antonio nel portico.